# السندي بن شاهك
اَلسِّنْدِيُّ بْنُ شَاهَكَ (تُوُفِّيَ: 204 هـ / 819 م) كان قائدًا عسكريًا وإداريًا كبيرًا في دولة الخِلافة العبَّاسيَّة. شغل منصب والي الشَّام وحاكم بغداد في عهد كُلًا من الخُلفاء أبُو جَعْفَر المَنْصُور، وهارُون الرَّشيد، ومُحَمد الأمين. وبصفته رئيس الشُّرطة، أشرف على تدمير ومصادرة ممتلكات البرامِكة في عهد الخليفة الرَّشيد.

## سيرة شخصية
تظهر المصادر التاريخيَّة أن السندي كان ينحدر من إقليم البَنْجاب. كان مولى للخليفة العباسي المَنْصُور، وتولى في عهده ولاية الشَّام. وفي عام 792 أو 793، أرسله الخليفة هارُون الرَّشيد لقمع ثورة أبي الهَيْدام في دِمَشْق كقائد للقوات الخُراسانيَّة من الجَيشُ العبَّاسِي، ذكرته بعض المصادر بأنه كان واليًا تحت موسى بن عيسى العبَّاسِي. تولى السِّندي قيادة حامية منطقة جُند دِمَشْق بضع سنوات.
بعد عقدٍ من الزمان، ذكر ابن الجَوْزِيُّ أن السِّندي كان واليًا على بغداد عام 186 هـ / 802 م في عهد الخليفة هارُون الرَّشيد.  وفي وقتٍ لاحق أصبح السِّنديُّ صاحب الشُّرطة، وقد أوكل إليه مُهمة الإشراف على تدمير البرامِكة في نفس العام سنة 802 م. تُحمِّلهُ المصادر الشيعيَّة مسؤولية وفاة سابع الأئمَّة للشِّيعة مُوسى الكاظِم سنة 799، ويحيى بن عبد الله، زعيم المتمردين العلويين في بلاد الدَّيلم سنة 803 م. لكن مصادر أُخرى تذكر أن الإمام مُوسى الكاظِم كان تحت الإقامة الجبرية في قصر السِّندي بدلاً من السجن، وأنه تمت معاملته بشكل جيد، ويقال إن أخت السندي اعتنت به. وقد توفي الإمام في عهدته في سبتمبر 799.
كان السِّندي من أبرز أنصار مُحَمد الأمين في حربه الأهلية ضد أخيه عبدُ الله المأمُون ومن المُحرَّضين على خلعه منذ البداية من ولاية العهد التي أقرَّها لهُ هارُون الرَّشيد أباهُما. لا يُعرف الكثير عنه بعد هزيمة الأمين وإعدامه في 25 سبتمبر 813 م.

## ورثته
استمرت عائلة السِّندي في خدمة الخِلافةُ العبَّاسِيَّة لعدة عقود. ويقال إن ابنه إبراهيم بن السندي كان عالمًا متعدد الثقافات، وينسب إليه أكثر من اثنتي عشرة مهنة. وذكره صديقه الجاحظ بأنه فيلسوف المتكلمين. وقال الجاحظ إنه كان ضليعاً في النحو والشعر والتنجيم والطب. كما عمل أيضًا في مخابرات الخليفة المأمون، وشغل بعض الوقت منصب والي الكوفة. كما اشتهر ابنه الآخر نصر بن السندي كمؤرخ ومُحدِّث. أما حفيده محمود بن الحسن بن السندي، المعروف باسم كشاجم (حوالي 902 - 970)، كان شاعر بلاط مشهورًا وعالمًا مرتبطًا ببلاط أمير حلب سيف الدَّولة الحمداني. ومن كتبه المشهورة: آداب النديم، وكتاب المصائد والمطارد، وخصائص الطرب.

## أنظر أيضا
- السَّرِّيُّ بن الحَكَم
- ابن ماهان